# Canale di Ulloa
Il canale di Ulloa (Ulloa Channel) è braccio di mare che si trova nell'Arcipelago di Alessandro Arcipelago Alexander) nell'Alaska sud-orientale (Stati Uniti d'America) e divide l'isola di Suemez (Suemez Island) dall'isola Principe di Galles (Prince of Wales Island).

## Etimologia
Questo passaggio marino fu chiamato inizialmente "Canale Ysla de Ulloa", che significa "Canale dell'isola di Ulloa", dagli spagnoli intorno al 1792, forse in onore di Francisco de Ulloa, un esploratore spagnolo che per primo esplorò la Bassa California. Il nome fu abbreviato in "Ulloa Channel" nel 1907 da E. F. Dickins della U.S. Coast and Geodetic Survey (USC & GS).

## Dati fisici
Il canale, che si trova nella foresta Nazionale di Tongass (Tongass National Forest) e amministrativamente fa parte del Census Area di Prince of Wales-Hyder, si trova principalmente tra l'isola di Suemez (Suemez Island) e l'isola Principe di Galles (Prince of Wales Island) e collega a nord la baia di Bucareli (Bucareli Bay) con a sud l'Oceano Pacifico tramite il canale di Meares (Meares Passage).

### Isole del canale
Nel canale sono presenti le seguenti principali isole (da nord):
- Isola di Joe (Joe Island)[4] 55°21′07″N 133°17′11″W - L'isola, con una elevazione di 5 metri, si trova all'entrata nord del canale in prossimità della baia di Estrella (Port Estrella) sull'isola Principe di Galles.
- Isola di San Adrian (San Adrian Island)[5] 55°19′09″N 133°17′45″W - L'isola si trova al centro del canale di fronte all'isola di Suemez.
- Isola Verde (Verde Island)[6] 55°16′59″N 133°19′00″W - L'isola si trova nella baia Refugio (Port Refugio) sulla costa orientale dell'isola di Suemez.
- Isola di Ridge (Ridge Island)[7] 55°16′32″N 133°12′30″W - L'isola (quasi una penisola dell'isola di Suemez), con una elevazione di 14 metri, si trova alla fine meridionale del canale e lo separa dal canale di Meares (Meares Passage).

### Insenature e altre masse d'acqua
Nel canale sono presenti le seguenti principali insenature (da nord in senso orario):
- Baia di Estrella (Port Estrella)[8] 55°21′10″N 133°15′20″W - La baia, larga 3,2 chilometri, si trova sull'isola Principe di Galles e all'entrata nord-orientale del canale.
- Baia di Refugio (Port Refugio)[9] 55°17′22″N 133°18′32″W - La baia si trova sull'isola di Suemez.
- Baia di Adrian (Adrian Cove)[10] 55°20′03″N 133°18′50″W - La baia si trova sull'isola di Suemez all'entrata settentrionale del canale.

### Promontori dello stretto
Nel canale sono presenti i seguenti promontori (da nord in senso orario):
- Capo Flores (Cape Flores)[11] 55°21′13″N 133°17′21″W - Il promontorio si trova sull'isola di Joe (Joe Island) all'entrata settentrionale del canale.
- Promontorio di San Antonio (Point San Antonio)[12] 55°17′10″N 133°14′01″W - Il promontorio, con una elevazione di 114 metri, si trova sull'isola Principe di Galles a circa un chilometro a sud della località Waterfall.
- Promontorio di Bocas (Point Bocas)[13] 55°17′09″N 133°16′02″W - Il promontorio, con una elevazione di 238 metri, si trova su una penisola  dell'isola di Suemez all'entrata sud della baia Refugio (Port Refugio).
- Promontorio Verde (Point Verde)[14] 55°18′26″N 133°17′52″W - Il promontorio, con una elevazione di 6 metri, si trova sull'isola di Suemez all'entrata nord della baia Refugio (Port Refugio).

### Località
Sul canale è presente la località Waterfall 55°17′50″N 133°14′35″W: si trova sull'isola Principe di Galles a metà canale. L'accesso è solamente marittimo.